# William B. Bowling
William Bismarck Bowling (* 24. September 1870 bei Iron City, Calhoun County, Alabama; † 27. Dezember 1946 in La Fayette, Alabama) war ein US-amerikanischer Jurist und Politiker (Demokratische Partei).

## Werdegang
William Bowling besuchte die Gemeinschaftsschule und graduierte 1892 an der State Normal School in Jacksonville. Er unterrichtete zwischen 1893 und 1895 an öffentlichen Schulen in Montgomery und dann zwischen 1896 und 1899 in Columbus (Georgia). Dann zog er nach La Fayette. Er studierte Jura, bekam 1900 seine Zulassung als Anwalt und fing dann in Lafayette an zu praktizieren. Bowling war zwischen 1905 und 1920 als Staatsanwalt (Solicitor) am 5. Gerichtsbezirk von Alabama tätig. Ferner war er Mitglied des Kuratoriums des Alabama Polytechnic Institute in Auburn.
Bowling wurde in den 66. Kongress gewählt, um dort die freie Stelle zu füllen, die durch den Rücktritt von James Thomas Heflin entstand. Er wurde in den 67. Kongress wiedergewählt sowie die drei nachfolgenden Kongresse. Bowling gehörte dem US-Repräsentantenhaus vom 14. Dezember 1920 bis zu seinem Rücktritt am 16. August 1928 an. Zu jenem Zeitpunkt wurde er zum Richter am 5. Gerichtsbezirk von Alabama ernannt. Er bekleidete diesen Posten bis zu seinem Tod 1946.
Bowling wurde auf dem Lafayette Cemetery beigesetzt.